# Hugo De Man
Hugo De Man (Boom, 19 september 1940) was hoogleraar aan de Katholieke Universiteit Leuven, medeoprichter van IMEC in 1984 (met Roger van Overstraeten), waar hij, tot aan zijn emeritaat in 2005, leider van de afdeling computergesteund chipontwerp was.
De Man haalde in 1964 zijn ingenieursdiploma aan de K.U.Leuven, in de elektrotechniek, gevolgd door zijn promotie in 1968, bij Roger van Overstraeten. Hij verbleef tussen 1969 en 1971 voor een post-doc aan het Electronic Research Laboratory, University of California, Berkeley, waar hij onder leiding van Don O. Pederson werkte op het domein van het computergesteund ontwerp van geïntegreerde schakelingen.
In 1974 werd hij hoogleraar aan de K.U. Leuven, waar hij wereldfaam opbouwde in zijn onderzoeksdomein. De Man hechtte veel belang aan goed onderwijs, en aan het commercialiseren van zijn onderzoek, via IMEC en via spin-offbedrijven. Hij is ook lid van de Koninklijke Vlaamse Academie van België voor Wetenschappen en Kunsten, Klasse van de Technische Wetenschappen en is Life Fellow van IEEE (Institute of Electrical and Electronics Engineers).  
Hij kreeg een aantal internationale onderscheidingen:
- de Phil Kaufman Award van het Electronic Design Automation Consortium (1999).
- de Golden Jubilee Medal van de IEEE Circuits and System Society, voor zijn "Exceptional contributions toward advancing circuits and systems society goals during its 50 years of existence" (1999).
- een lifetime achievement award van de European Design Automation Association (2004).
- een lifetime achievement award van de European Electronics Industry (2004).
- de IEEE Donald O. Pederson Technical Field Award in Solid-State Circuits (2007)